# Bangunrejo Kidul
Bangunrejo Kidul is een bestuurslaag in het regentschap Ngawi van de provincie Oost-Java, Indonesië. Bangunrejo Kidul telt 7270 inwoners (volkstelling 2010).